# Requiem pour les sourds
Albums de Vulgaires Machins
Presque sold out
(2008) Acoustique
(2011)
Requiem pour les sourds est le cinquième album studio du groupe punk québécois Vulgaires Machins, sorti officiellement le 2 mars 2010. Tout comme Compter les corps, il a été réalisé par Gus Van Go, bien connu pour avoir réalisé les albums de The Stills et le premier disque de Priestess.

## Pistes
| No  | Titre                     | Durée |
| --- | ------------------------- | ----- |
| 1.  | Presque complet           | 2:57  |
| 2.  | Le Mythe de la démocratie | 3:08  |
| 3.  | Parasites                 | 3:31  |
| 4.  | Longer les murs           | 3:13  |
| 5.  | Texture qui se mange      | 3:05  |
| 6.  | Prêts à tomber            | 3:13  |
| 7.  | Glace noire               | 4:13  |
| 8.  | Je m'excuse... je t'aime  | 3:32  |
| 9.  | Un peu plus fort          | 2:45  |
| 10. | Une chanson acoustique    | 1:57  |
| 11. | L'Escorte                 | 2:49  |
| 12. | Pointer l'orage           | 2:37  |
| 13. | Mourir pour le Système    | 4:44  |